# Gabriella Crespi
Pour les articles homonymes, voir Crespi.
Gabriella Crespi, née le 17 février 1922 à Saronno (Italie) et morte le 14 février 2017 à Milan (Italie), est une designeuse et décoratrice d'intérieur italienne, associée au goût « hippie chic » des années 1970.

## Biographie
Passionnée de poésie française, sa mère Emma Caima Pellini, est une créatrice de bijoux pour le secteur de la mode dans les années 1940-1950. Gabriella Crespi grandit près de Florence, à Rome au Palazzo Cenci, puis s'installe à Milan. Elle étudie l'architecture à l'École polytechnique de Milan, déclarant à ce sujet : « J'étais amoureuse de Le Corbusier et de Frank Lloyd Wright ». Ses références artistiques mêlent donc la culture classique aux innovations futuristes de l'après-guerre. En 1945, elle épouse Giuseppe Maria Crespi, dont la famille est propriétaire du journal Corriere della Serra. Elle est la mère d'une fille, Betty et d'un fils, Gherardo. Après son mariage, elle s'isole quelques mois aux îles Hébrides.
Designeuse et décoratrice d'intérieur prisée des années 1960-1970, elle compte parmi ses clients Grace Kelly, Gunther Sachs, le shah d'Iran ou encore le roi Faycal d'Arabie saoudite, dont elle réalise la décoration intérieure de sa résidence de Ryad. Elle dessine aussi des objets et des meubles pour Dior. Elle se distingue par un goût sûr, l'antiquaire Yves Gastou saluant « une capacité à mêler des meubles XVIIIe à du laiton et de l'acier dans un palais italien Renaissance […], la quintessence du chic ». Elle cultive une amitié avec l'architecte Jacques Couëlle, la journaliste Virginie Mouzat de Vanity Fair notant qu'elle « s'inscrit comme lui dans une approche sensualiste-organique, typique de la décennie 1970 ». 
La journaliste décrit son style comme « un mix de luxe cool, de glam seventies et d'élégance intemporelle », empruntant notamment des éléments artistiques à des cultures extra-européennes. Parmi ses créations, on peut citer la table Yang Yin (vers 1970), les tables basses Plurimi (1970), la table basse 2000 (« avec ses deux rallonges, des ailes en laiton poli coulissant jusqu'à trois mètres ») un bestiaire d'une douzaine de statues (« rhinocéros, pingouins, héros, etc. », entre 1970 et 1974), la table Ellisse (1976) ou encore l'étagère Menhir (1979). Alors qu'elle prise surtout au départ de sa carrière le travail sur le métal et la laque, elle se fait remarquer en 1974-1975 en sortant la collection de meubles Rising Sun en bambou, d'inspiration asiatique, à une époque où la culture hippie irrigue les mouvements artistiques occidentaux. La lampe Fungo originale en forme de champignon a été fabriquée avec un abat-jour en bambou, puis en plexiglas,.
Elles se rapproche des univers d'autres créateurs, comme Les Lalanne (en) pour ses animaux, de Pierre Cardin pour son étagère, de Paul R. Evans (en), Hervé van der Straeten ou encore Guy de Rougemont. Pour l'antiquaire Pierre Passebon, Gabriella Crespi « n'a pas un style forcément révolutionnaire en termes de design. À l'époque, d'autres comme Albrizzi ou David Hicks (en) pratiquaient le même goût élégant. Je la considère comme une Loulou de la Falaise du design italien, un mix de bohème chic et de glamour nomade, surtout lorsqu'elle a introduit ses meubles en bambou ». 
En 1982, une exposition lui est consacrée au musée des sciences et des techniques Léonard de Vinci de Milan. Alors qu'elle fait partie de la jet set, elle abandonne sa carrière à la fin des années 1980, souhaitant rester fidèle à l'ambiance qu'elle promouvait dans ses créations. Elle part alors pour l'Inde, où elle reste vingt ans, s'habillant selon les coutumes locales. Sensible à l'enseignement du guide spirituel Shri Muniraji, elle vit dans un certain ascétisme afin de méditer et ne crée plus, si ce n'est lorsqu'elle participe à la décoration d'un temple indien. Elle retourne ensuite à Milan. 
Associée aux années 1970, elle voit sa côte baisser à la fin du XXe siècle, ses créations étant jugées kitsch, à l'instar de celles de Philippe Hiquily et Willy Rizzo. À partir du début des années 2000, celles-ci recommencent au contraire à être prisées des collectionneurs. En 2008, Stella McCartney intègre des bijoux signés Gabriella Crespi dans sa collection d'accessoires. En 2013, Angelo Ruggeri, directeur artistique de Sergio Rossi, et son PDG, Christophe Mélard, s'inspirent de la forme de meubles qu'elle a conçus pour réaliser des accessoires.

## Ouvrage
- Il segno e lo spirito, éd. Mondadori Electa, 2011.